# Karaïben
De Karaïben (soms ook gespeld: Caraïben, Kariben), door henzelf Kari’na genoemd (soms ook gespeld: Kalihna) vormen een inheems volk, dat woonachtig is in de Zuid-Amerikaanse kuststreek van Venezuela tot Brazilië, met opmerkelijke concentraties in de benedenlandse gebieden van Suriname en Frans-Guyana. Historisch zijn zij verwant aan de Cariben die de Kleine Antillen bewonen. Tussen de verschillende gemeenschappen bestaan verschillen qua taal en culturele gebruiken.

## Benaming
Kari'na is het woord waarmee de Karaïben zelf de inheemsen aanduiden ter onderscheiding van niet-inheemsen, maar het is tegelijkertijd het algemene woord voor `mens'. Het Karaïbs of Kari'na auran (lett.: taal van de Karaïeb) is hun taal die wordt gesproken in twee varianten: het tyre'wuju auran, het oostelijk dialect, en aretyryponon auran, het westelijk dialect.

## Locatie

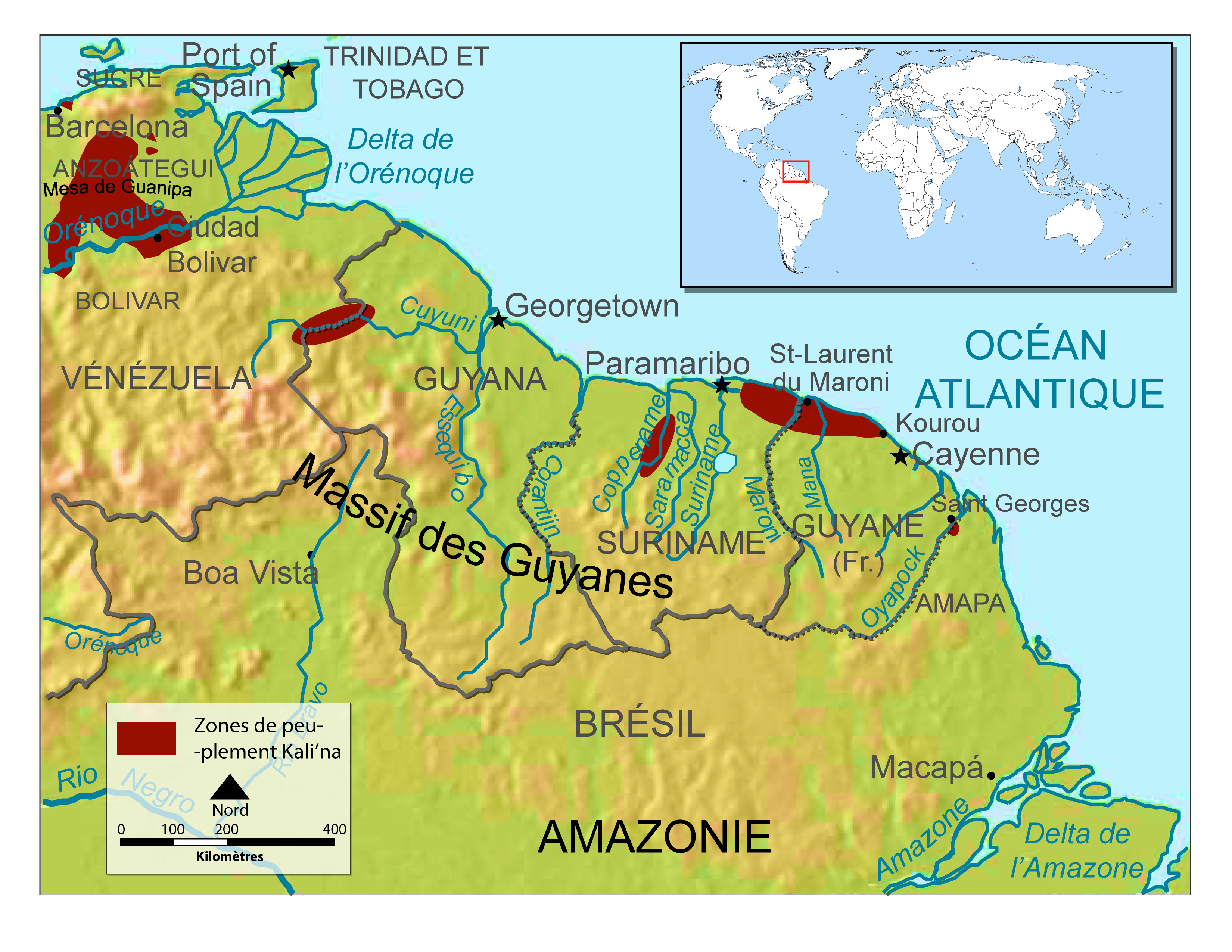
Leefgebieden van de Karaïben

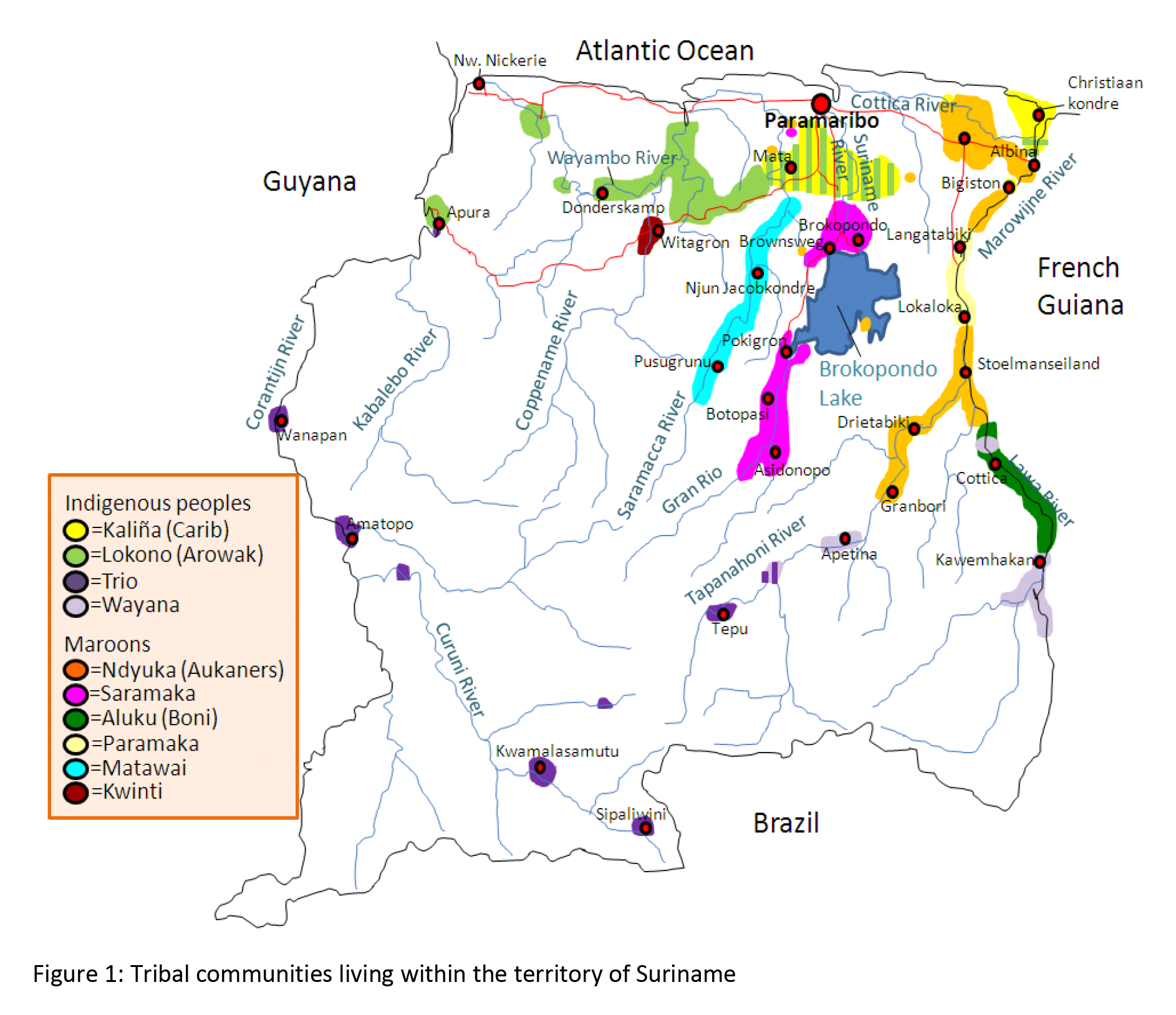
Spreiding van de inheemsen en marrons in Suriname: Karaïben in het geel

De Karaïebse dorpen concentreren zich aan de Marowijnerivier, de oostelijke grensrivier met Frans-Guyana, aan beide zijden van de monding, met als voornaamste nederzetting aan Surinaamse kant Galibi en aan Frans-Guyanese kant Awala-Yalimapo, en voorts zijn er verspreide dorpen in het district Para en in het Wajambo-Coppenamegebied, met als voornaamste dorpen Bigi Poika en Cabendadorp.
In Frans-Guyana wonen de Karaïben voornamelijk aan in het estuarium van de Mana, langs de Marowijne en in de gemeente Iracoubo.
In Guyana wonen de Karaïben voornamelijk aan de Barama en Pomeroon-rivieren, en in de noordwestelijke kustzone.
In Brazilië bevinden zich twee groepen. De Galibi do Oiapoque bevinden zich aan de Oiapoque en komen oorspronkelijk uit Mana, Frans-Guyana. De Galibi Marworno of Uaçá Galibi bevinden zich aan de Uaçá en hebben zich vermengd met de lokale volken, en beschouwen zichzelf als een verenigd volk.

## Beeldvorming
Vroege studies als die van Arthur Philip en Frederik Paul Penard (1907-1908) en Assid (1946) spraken van de Kari'na als de Zonaanbidders die mensenoffers brachten en wie kannibalisme niet vreemd was. In hoeverre dit laatste vooral deel uitmaakt van een in de vroege 19de eeuw ontstane beeldvorming van buitenaf die de Kari'na als agressief wilde voorstellen, is niet helemaal duidelijk. Onderzoekers sinds de jaren 70 wijzen het idee dat de Karaïben menseneters waren in ieder geval af. De figuur die als verpersoonlijking van de temperamentvolle Kari'na-aard gezien kan worden, is Kenaima. Dit woord moet met de nodige terughoudendheid worden gebruikt, het is geen Karaïbs woord. Kenaima is zowel de aanduiding voor het Oordeel, als voor de bloedwraak bij familieveten. In de inheemse mythologie is Kenaima de zoon van een door blanken doodgemartelde hoofdman die zwoer zijn vader te zullen wreken. In de letterkunde verkreeg de Kenaima-wraakgeest ook buiten de inheemse vertelschat verspreiding door het jeugdboek van Thea Doelwijt Kainema de Wreker en de menseneters (1977). De beeldvorming is dus haar eigen weg gevolgd; bloedwraak komt sinds mensenheugenis bij de Kari'na niet meer voor.

## Rituelen

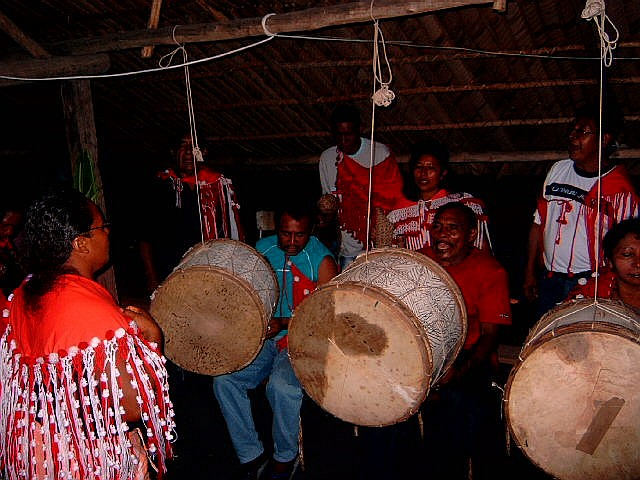
Een muziekgroep van Bigi Poika in traditionele schouderbedekking, met de grote trommen die bekendstaan als sambura

De mierenproef maakt begin 21e eeuw soms nog deel uit van het initiatieritueel van jongeren in dorpen als Bigi Poika. De oorspronkelijke betekenis van de mierenproef als ritueel voor de overgang van de kindertijd naar volwassenheid.
De pyjai (sjamaan) neemt nog altijd een voorname plaats in bij de Karaïben, niettegenstaande het feit dat de meeste Kari'na rooms-katholiek zijn gedoopt. Hij of zij vervult met de kennis van bezweringsmiddelen (turara) bij de verschillende rituelen van de levenscyclus een belangrijke functie, vooral bij initiatie en overlijden. De theatergroep Epakadono van Nardo Aluman liet het rouwopheffingsritueel dat een jaar na een sterfgeval plaatsvindt in 1989 en 1992 ook zien op de Paramaribose toneelplanken met Puru Blaka (Sranan, letterlijk: Trek het zwart weg).

## Personen
De schrijver en politicus Lou Lichtveld, ook bekend onder zijn pseudoniem Albert Helman, hoorde tot de Kari'na, evenals de auteurs Reinier Artist en Nardo Aluman.